# Mario Evaristo
Marino Evaristo, detto Mario (Buenos Aires, 10 dicembre 1908 – Quilmes, 30 aprile 1993), è stato un calciatore argentino, di ruolo centrocampista.
Era soprannominato El Galgo (in lingua italiana il levriero).
Anche suo fratello maggiore Juan è stato calciatore.

## Carriera

### Club
Formatosi nello Sportivo Palermo Buenos Aires, venne ingaggiato dal Boca Juniors dove giocò cinque stagioni dal 1926 al 1931. Con gli Xeneises vinse due campionati amatoriali argentini nel 1926 e nel 1930 e nel 1931 vinse il primo campionato professionistico disputato in Argentina.
Lascia il club della Boca nel 1932, venendo ingaggiato dallo Sportivo Barracas, con cui conquista il suo terzo campionato professionista.
L'esperienza con lo Sportivo Barracas dura un anno solo, al termine del quale entra nelle file dell'Independiente. Anche ad Avellaneda rimane una sola stagione.
Nel 1935 si trasferisce in Europa, in Italia, tra le file del Genova 1893, dove scende in campo 11 volte mettendo a segno 4 reti.
Anche con i rossoblu l'esperienza è breve, e l'anno successivo è in Francia, con l'Antibes. Con i provenzali rimane due anni prima di concludere l'esperienza europea nel 1939 tra le file del Nizza.
Lasciata l'Europa torna a giocare nell'Independiente dove chiude la carriera.

### Nazionale
Evaristo vestì la maglia dell'Argentina 9 volte, segnando 3 reti.
Nel 1929 conquistò con la Nazionale albiceleste la Coppa America, segnando anche 2 reti.
L'anno successivo partecipa a primi mondiali che vennero organizzati in Uruguay. Con la sua Nazionale raggiunge la finale contro i padroni di casa ed Evaristo è tra gli undici argentini che vi giocano: l'albiceleste perderà l'incontro per 4-2.

## Palmarès

### Club

#### Competizioni nazionali
- Campionato argentino: 1

Boca Juniors: 1931

### Nazionale
- Campeonato Sudamericano de Football: 1

1929